# Metoda wielokrotnych złowień
Metoda wielokrotnych złowień, metoda CMR – sposób określania liczebności populacji metodą kolejnych złowień (ang. Capture), oznakowań złowionych osobników (ang. Mark) i ich uwolnień, a następnie ponownych złowień (ang. Recapture). Od poszukiwanej liczby osobników w siedlisku jest zależne prawdopodobieństwo ponownego złowienia osobników już oznakowanych, co wyraża tzw. indeks Lincolna. Wyniki wielu serii pomiarów są opracowywane z użyciem różnych modeli matematycznych. W najprostszym przypadku układów zamkniętych liczebność oblicza się na podstawie prostego równania Lincolna-Petersena (równanie LP). W sytuacjach bardziej złożonych są stosowane inne modele i programy komputerowe (np. MARK).

## Metody złowień i znakowania
Terenowe badania liczebności rozpoczyna się od wyznaczenia obszaru, który zajmuje badana populacja, wybrania techniki złowień i opracowania szczegółowego harmonogramu (dostosowanego do cech badanej 
populacji).
Techniki muszą być dobrane tak, aby złowienie nie spowodowało okaleczenia schwytanego osobnika i spowodowało jak najmniejszy stres, co ma wpływ na wyniki badań w kolejnych dniach. W przypadku ptaków i owadów stosuje się odpowiedniej wielkości siatki lub sieci, umieszczane na odpowiedniej wysokości, odtwarzalnej w kolejnych dniach. Do odławiania organizmów wodnych stosuje się analogiczne siatki planktonowe lub czerpaki o odpowiedniej wielkości oczek, albo niewody-skrobaki do pobierania organizmów dennych. Złowione osobniki są znakowane w sposób niezmieniający – w miarę możliwości – ich zachowań po uwolnieniu, tak aby nie zmieniło się prawdopodobieństwo ponownego złowienia. Popularną metodą znakowania ptaków jest obrączkowanie, gryzoniom przymocowuje się klamerki na końcach uszu, a rybom – małe plastikowe tabliczki do płetw. Do znakowania owadów lub skorupiaków są stosowane odpowiednie farby, np. na grzbietach pszczół lub na muszlach ślimaków umieszcza się pędzelkiem małe kropeczki.

## Wykonanie badań metodą Lincolna-Petersena (LP)
Podstawą metody jest założenie, że wszystkie organizmy populacji (liczebność NT) są jednakowe (prawdopodobieństwo schwytania każdego z nich jest takie samo). Po schwytaniu w pierwszym dniu pomiarów pierwszej części zwierząt (Nc) dokonuje się ich trwałego oznakowania i uwalnia (liczba zwierząt uwolnionych nie zawsze musi oznaczać liczbie schwytanych). Przyjmuje się, że po określonym czasie – charakterystycznym dla badanego gatunku – udział osobników oznakowanych będzie podobny w każdym punkcie obszaru (indeks Lincolna, IL), a w związku z tym w kolejnej pobranej próbie (w następnym dniu złowień) stosunek liczby oznakowanych (Nmr) do schwytanych (drugie Nc) będzie zbliżony do występującego na całym obszarze, co umożliwia oszacowanie wartości NT:
{\displaystyle I_{L}={\frac {N_{mr}}{N_{c}}}={\frac {N_{m}}{N_{T}}}}
{\displaystyle N_{T}={\frac {N_{m}N_{c}}{N_{mr}}}}
W celu zmniejszenia przedziału ufności dla oszacowanego NT, oznakowania i uwolnienia są powtarzane wielokrotnie. Do rejestracji wyników badań wykorzystuje się m.in. trójkąt schwytań i oznakowań, umożliwiający zapisywanie liczby osobników złowionych i wypuszczonych, a w tym – złowionych dwa lub więcej razy.

## Inne metody obliczeń liczebności populacji
Poza metodą Lincolna-Petersena stosowane są inne metody wielokrotnych złowień, np.:
- modele otwartej populacji, których przykładem jest model Jolly'ego–Sebera,
- model robust design.

Obliczenia wykonuje się z użyciem specjalistycznych programów komputerowych, m.in. MARK, obejmującego zastosowania modeli Cormack-Jolly-Seber Model, Band Recovery Model, Joint Live and Dead Encounters, Known Fate Model, Closed Captures Models, Robust Design Models i innych. Programy umożliwiają interpretację wyników długoterminowych badań populacji otwartych (istniejąca emigracja i imigracja) oraz pozwalają oszacować – poza liczebnością NT – inne parametry (np. przeżywalność, reprodukcja, imigracja i emigracja).
Poza metodami wielokrotnych złowień wielkość populacji może być oszacowywana również innymi metodami, nienależącymi do grupy metod wielokrotnych złowień, np. wykorzystujących wskaźniki liczebności populacji lub metody szacowania dystansowego (np. metody transektowe).